# برایان تات
برایان تات (انگلیسی: Brian Tutt؛ زادهٔ ۹ ژوئن ۱۹۶۲) بازیکن هاکی روی یخ اهل کانادا است.